# Жаров, Сергей Матвеевич
Серге́й Матве́евич Жа́ров (5 [17] октября 1878, д. Уварово, Владимирский уезд — после 1921) — русский и советский архитектор, городской архитектор Владимира в 1908—1918 годах.

## Биография
Родился в деревне Уварово Погребищенской волости Владимирского уезда. В 1896—1903 годах учился в Московском училище живописи, ваяния и зодчества, окончил его с малой серебряной медалью. Во время обучения в МУЖВЗ в 1899—1900 годах состоял техником архитектурного отдела московской городской чертёжной, работал помощником архитекторов на постройках многих московских зданий. В 1903—1908 годах учился в Высшем художественном училище при Императорской Академии художеств у Л. Н. Бенуа. По одним анкетным данным по окончании Академии ему было присвоено звание художника-архитектора, по другим — архитектора гражданских зданий. Ещё до окончания обучения занялся самостоятельной частной архитектурной практикой в Москве.
В 1908 году по рекомендации Л. Н. Бенуа Городская дума Владимира избрала С. М. Жарова городским архитектором — на этой должности он работал до 1918 года. Всё это время Жаров жил в Москве и приезжал во Владимир каждую неделю на 2 дня. С 1918 года работал в Главторфе, заведовал торфяными разработками. С того же года состоял членом Московского архитектурного общества. С 23 июня 1920 года состоял архитектором во Владимирском коммунальном отделе, а с 1 октября того же года был откомандирован в распоряжение Владимирского Губернского комитета государственных сооружений, где руководил подотделом школ и больниц. 7 июня 1921 года сдал дела во Владимире и уехал в Москву. Дальнейшая судьба Жарова неизвестна.

## Проекты и постройки
- 1898 — участие в постройке Беговой беседки Московского ипподрома на Ходынском поле по проекту И. Т. Барютина, С. Ф. Кулагиным, Москва, Беговая улица, 22 (перестроена в 1951—1955 годах академиком И. В. Жолтовским)  памятник архитектуры (региональный)[2];
- 1899—1900 — участие в постройке дачи Юнкер и Симон в Кунцеве по проекту Н. Д. Бутусова[2];
- 1901 — участие в постройке корпусов чаеразвесочной фабрики «Торгово-промышленное товарищество преемник Алексея Губкина А.Кузнецов и К» по проекту П. В. Харко, Москва, Нижняя Сыромятническая улица, 11 стр. 1[2];
- 1902—1903 — участие в постройке особняка В. А. Балина по проекту Н. Г. Зеленина, Москва, Большая Никитская улица, 43[2];
- 1903 — водокачка при богадельне Ваганьковского кладбища, Москва[1][2];
- 1905 — перестройка главного дома и постройка северного флигеля усадьбы А. Е. Владимирова, Москва, Малая Дмитровка, 12  памятник архитектуры (региональный)[1][2];
- 1911 — здание приходского женского училища, Владимир, Спортивный переулок, 3[3];
- 1911 — перестройка Торговых рядов, Владимир, Большая Московская улица, 19[3];
- 1911—1912 — доходные дома В. А. Бони, Москва, Пятницкая улица, 20, стр. 1—3  ЦГФО[1];
- 1907—1919 — Церковь Успения Пресвятой Богородицы, Валищево[1];
- 1912 — Водонапорная башня, Владимир, Козлов тупик, 14[3];
- 1913 — памятник Александру II (скульптор А. М. Опекушин), Владимир, парк Липки (не сохранился)[3];
- 1913 — здание электротеатра «Ампир», Владимир, Большая Московская улица, 13;
- 1913—1916 — Церковь Святой Троицы, Владимир, Дворянская улица, 2[2];
- 1914 — дом дешёвых квартир А. Л. Лосева, Владимир, улица Урицкого[3];
- 1914 — начальное приходское женское училище имени поэта Жуковского[4]
- 1914 — доходный дом, Москва, Пестовский переулок, 3[1];
- 1910-е — приют «Ясли и семья», Владимир, Комсомольская улица, 3[3].

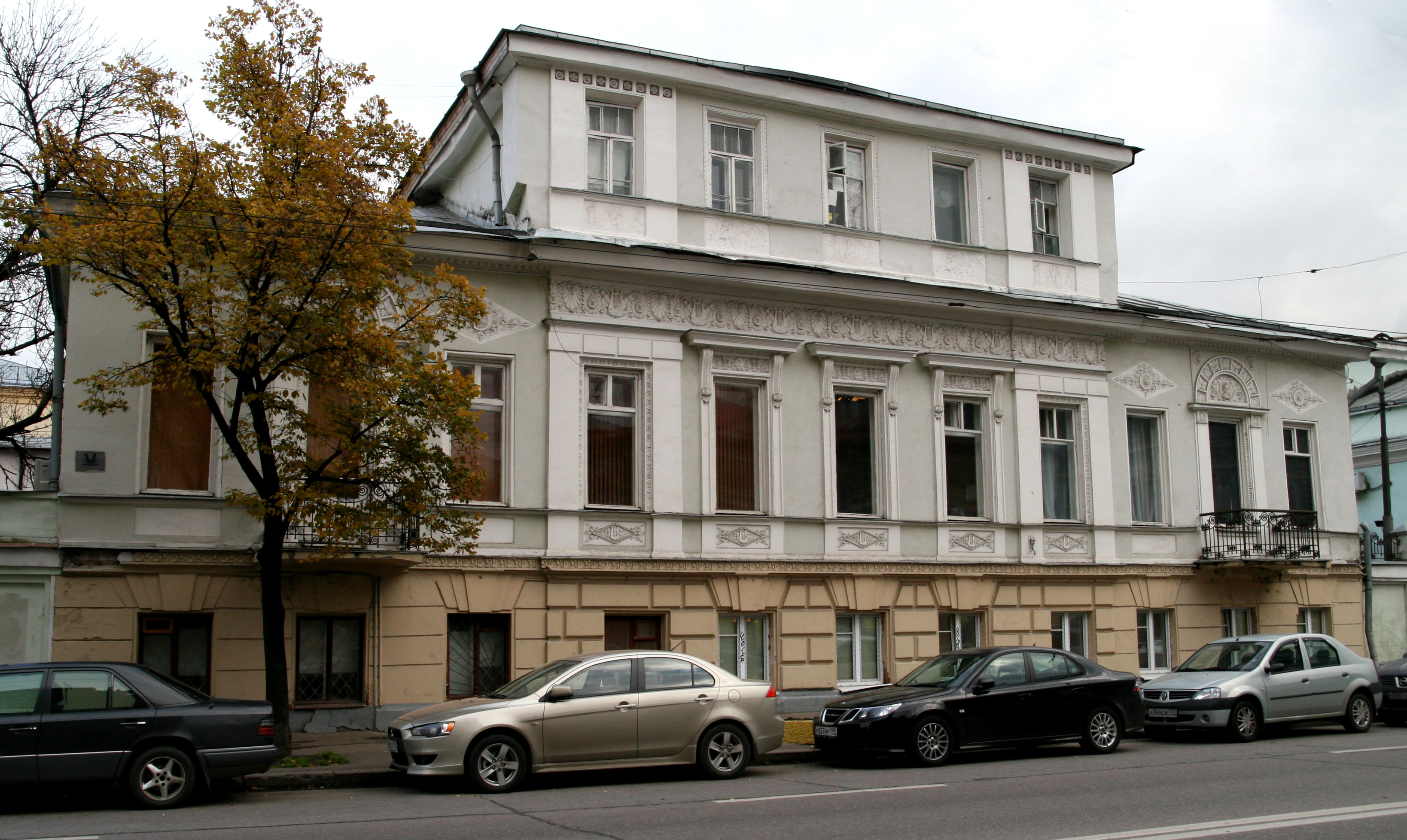
Главный дом усадьбы А. Е. Владимирова в Москве
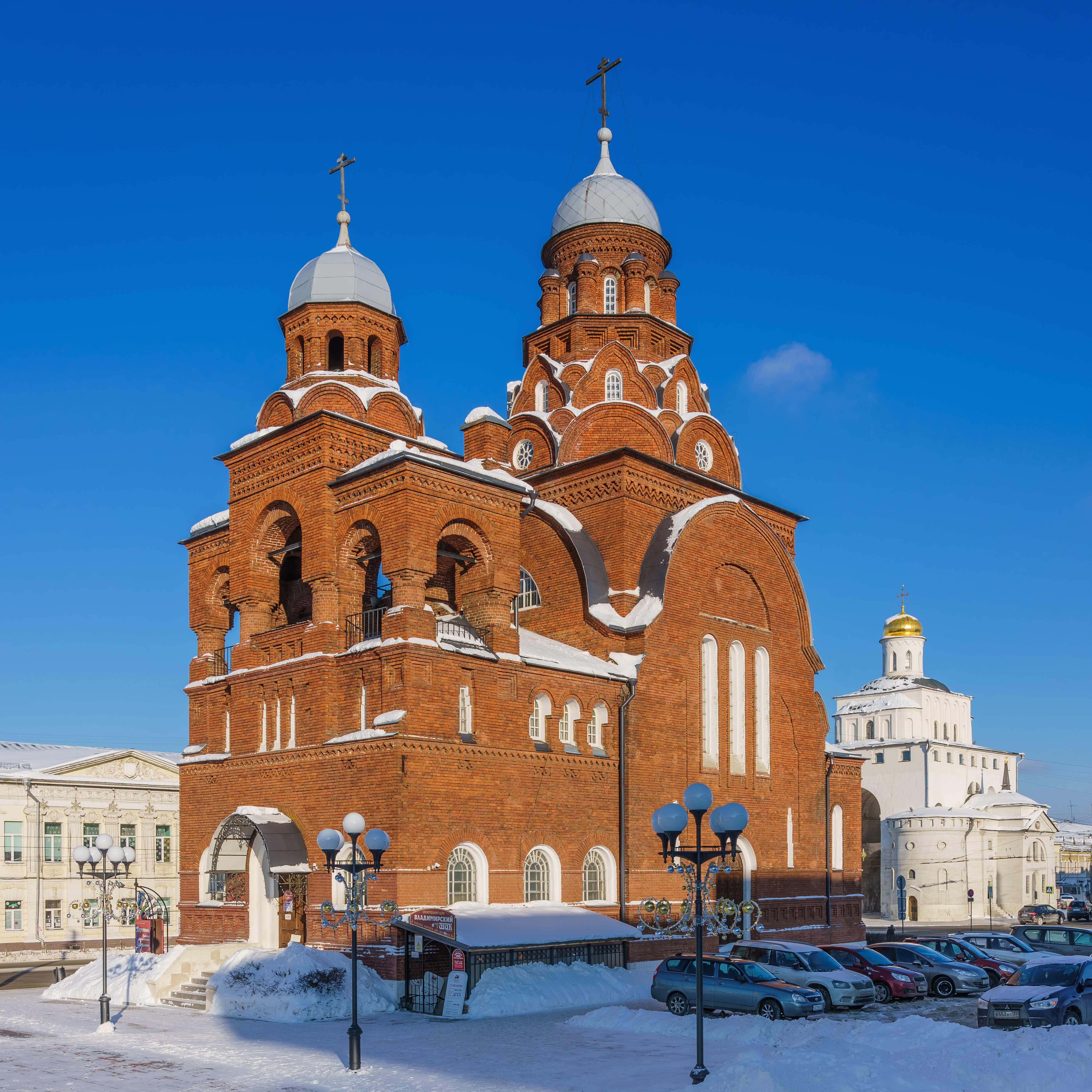
Троицкая церковь во Владимире
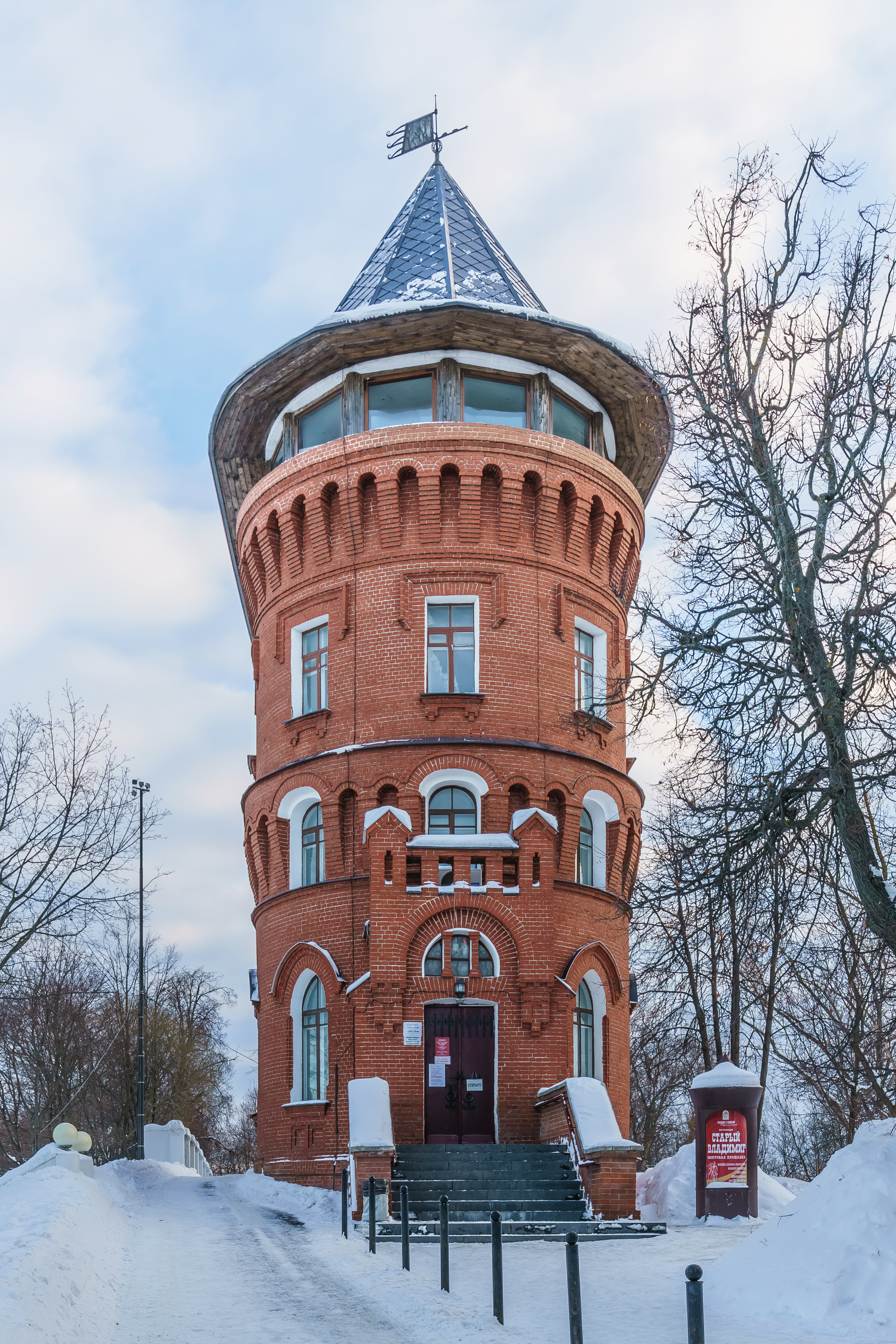
Водонапорная башня во Владимире
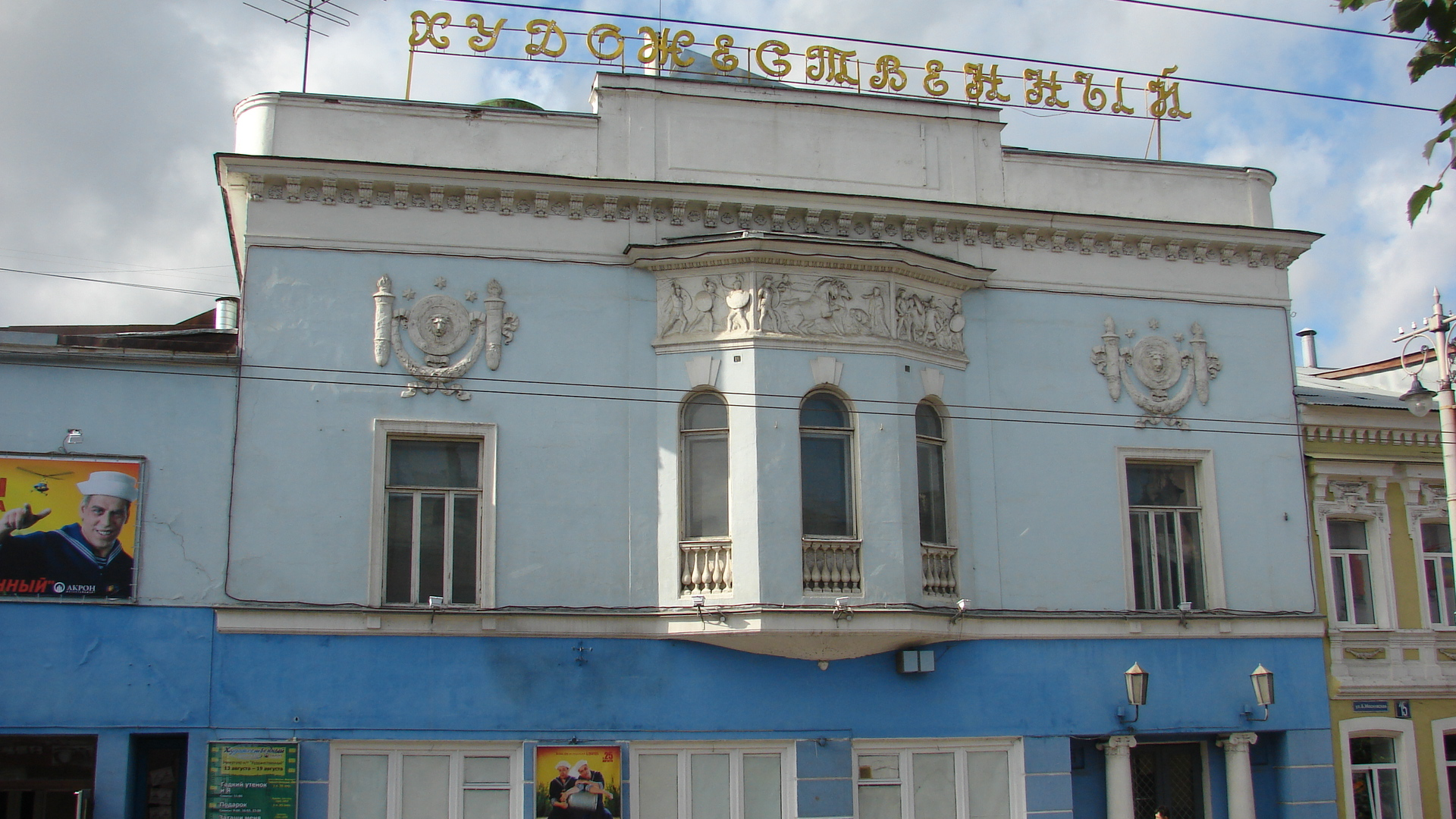
Электротеатр «Ампир» во Владимире